# トマス・ヘイ (第7代キノール伯爵)
第7代キノール伯爵トマス・ヘイ（英語: Thomas Hay, 7th Earl of Kinnoull、1660年ごろ – 1719年1月5日）は、スコットランド王国出身の貴族、政治家。庶民としてスコットランド王国議会の議員を務めた後、ダプリン子爵に叙されて引き続き議員を務め、グレートブリテン王国期にはスコットランド貴族代表議員（在任：1710年 – 1714年）に選出された。

## 生涯
ジョージ・ヘイ（George Hay、1672年10月没、フランシス・ヘイの長男）と妻マリオン（Marion、旧姓ニコルソン（Nicolson）、1663年7月15日埋葬、初代準男爵サー・トマス・ニコルソンの娘）の次男として、1660年ごろに生まれた。1675年1月に兄フランシス（1658年2月28日 – 1675年1月）が生涯未婚のまま死去すると、バルハウジーの地所を継承した。
1693年から1697年までパースシャー選挙区の代表としてスコットランド王国議会の議員を務めた後、1697年12月31日にスコットランド貴族であるダプリン子爵に叙され、1698年7月23日にダプリン子爵としてスコットランド王国議会議員に就任した。議会ではトーリー党に属した。
スコットランド王国とイングランド王国の合同を支持して、合同条約の交渉におけるスコットランド代表の1人を務めた。
1709年5月10日に遠戚にあたる第6代キノール伯爵ウィリアム・ヘイが死去すると、キノール伯爵位を継承した。その後、1710年イギリス総選挙と1713年イギリス総選挙でスコットランド貴族代表議員に当選した。1715年ジャコバイト蜂起では蜂起への支持を疑われ、長男ジョージとともにエディンバラ城に投獄された。
1719年1月5日に痛風により死去、長男ジョージが爵位を継承した。

## 家族
1683年12月20日にエリザベス・ドラモンド（Elizabeth Drummond、1696年3月21日没、初代ストラサラン子爵ウィリアム・ドラモンドの娘）と結婚、3男2女をもうけた。
- マーガレット（1686年9月30日 – 1707年4月25日 ダプリン） - 1703年4月6日、第23代マー伯爵ジョン・アースキンと結婚[1]、子供あり
- ジョージ（1689年6月23日 – 1758年7月29日） - 第8代キノール伯爵[1][3]
- ウィリアム（1690年ごろ – 1711年までに没） - 子供なし[1]
- ジョン（英語版）（1691年 – 1740年9月24日） - ジャコバイト貴族における初代インヴァネス公爵。1715年6月2日、マージョリー・マレー（Marjory Murray、第5代ストーモント子爵デイヴィッド・マレーの娘）と結婚、子供なし[1]
- エリザベス（1723年12月までに没） - 1714年ごろ、第5代フィンドレイター伯爵および第2代シーフィールド伯爵ジェームズ・オグルヴィと結婚[1]、子供あり